# Tårnet på Vor Frue Kirke (1738-1807)
Tårnet på Vor Frue Kirke var det daværende kirketårn på baroktidens Københavns Domkirke, der eksisterede fra 1738-1807. Tårnet, der blev færdiggjort i 1744, er især berømt for at være danmarkshistoriens højeste kirketårn med sine 120 meter og er ligeledes kendt for sin destruktion. Under Københavns bombardement i 1807, ramte en brandraket nemlig kobberspiret under englændernes angreb på København d. 5. september, og tårnspiret væltede ned over kirkeskibet og satte hele bygningen i brand.
Et øjenvidne til sammenstyrtningen beretter: ”Jeg så tårnet styrte ind i tårnmuren og af denne, som af en uhyre skorsten, nej som et ildsprudende bjerg opstå en fontæne af ild, der af kobberet var blå og grøn, jeg glemmer aldrig det syn.”
Den danske kunstner C.W. Eckersberg 1783-1853 har malet et maleri af det brændende spir, som for eftertiden er blevet et symbol på bombardementet af København.